# イリヤ・アントノフ
- イリヤ・アントノフ
- イリア・アントノフ
- イルジャ・アントノフ

イリヤ・アントノフ（エストニア語: Ilja Antonov、1992年12月5日 - ）は、エストニアのサッカー選手。エストニア代表。ポジションはMF。
氏名についてはイリア・アントノフ、イルジャ・アントノフなどの表記も見られる。

## クラブ歴

### プーマ
2006年にFCプーマ・タリンの下部組織に入ると、2008年には当時3部であったIIリーガのFCアララト・タリンにレンタル移籍、翌2009年には2部であるエシリーガのFCキリヴォリ・イルビスにレンタル移籍した。2010年にプーマのトップチームに昇格し1部のメスタリリーガで出場を重ねた。

### レバディア
2012年にはFCレバディア・タリンに移籍。移籍後初シーズンとなった2012シーズンでは33試合に出場し3得点をあげた。

### ホルン
2017年にはエアステリーガに所属するSVホルンに2年半契約で移籍。ウィンターブレーク明けの2017年2月24日のカプフェンベルガーSV戦でスターティングメンバーとなり、エアステリーガでの初出場となった。
2016-17年シーズン、チームはリーグ最下位でシーズンを終え3部に降格することになり、あと契約が2年残っていたものの、シーズン終了後に1.SNL（スロベニア1部）のNKルダル・ヴェレニエに違約金なしで移籍した。

## 代表歴
2012年11月8日の親善試合、オマーン代表戦でエストニア代表として初出場。2015年11月17日に行われたセントビンセント・グレナディーン代表戦で代表初得点をあげた。

## 個人成績
代表での得点一覧
| # | 日附           | 場所                             | 対戦相手                       | 得点 | 結果 | 大会                                    |
| - | -------------- | -------------------------------- | ------------------------------ | ---- | ---- | --------------------------------------- |
| 1 | 2015年11月17日 | タリン、ア・ル・コック・アレーナ | セントクリストファー・ネイビス | 1–0  | 3–0  | 親善試合                                |
| 2 | 2017年10月10日 | タリン、ア・ル・コック・アレーナ | ボスニア・ヘルツェゴビナ       | 1–1  | 1–2  | 2018 FIFAワールドカップ・ヨーロッパ予選 |

## タイトル
レバディア
- メスタリリーガ: 2013, 2014
- エストニア・カップ: 2011-12, 2013-14
- エストニア・スーパーカップ: 2013, 2015